# Chtenopteryx chuni
Chtenopteryx chuni är en bläckfiskart som beskrevs av Pfeffer 1912. Chtenopteryx chuni ingår i släktet Chtenopteryx och familjen Chtenopterygidae. Inga underarter finns listade i Catalogue of Life.